# ادی لوو
ادی لوو (به انگلیسی: Eddie Lowe) بازیکن فوتبال زادهٔ ۱۱ ژوئیه ۱۹۲۵ اهل کشور انگلستان که سابقهٔ بازی در تیم ملی فوتبال انگلستان را در کارنامهٔ خود دارد. وی در تاریخ ۳ مه ۱۹۴۷ نخستین بازی ملی خود را در مقابل تیم ملی فوتبال فرانسه انجام داد و با حضور در ۳ بازی ملی، در تاریخ ۲۵ مه ۱۹۴۷ واپسین بازی ملی‌اش را در برابر تیم ملی فوتبال پرتغال برگزار کرد.